# Everybody Sing
Everybody Sing is een Amerikaanse muziekfilm uit 1938 onder regie van Edwin L. Marin.
De film gaat over een opmerkelijke familie die een eigen show begint. De vader werkt achter de schermen, de moeder acteert en de kinderen zorgen voor het muziek.

## Rolverdeling
| Acteur        | Personage              |
| ------------- | ---------------------- |
| Allan Jones   | Richard 'Ricky' Saboni |
| Judy Garland  | Judy Bellaire          |
| Fanny Brice   | Olga Chekaloff         |
| Reginald Owen | Hillary Bellaire       |
| Billie Burke  | Diana Bellaire         |
| Mary Forbes   | Miss Colvin            |